# William Bell Scott
Pour les articles homonymes, voir Scott et William Scott.
William Bell Scott, né le 12 septembre 1811 à Édimbourg et décédé le 22 novembre 1890  à Penkill Castle (en) est un peintre écossais.

## Biographie
Né le 12 septembre 1811 à Édimbourg, William Bell Scott est le fils de Robert Scott et le frère de David Scott.
En 1837, il part à Londres pour se faire connaître. En 1844, il part à Newcastle upon Tyne. Après 1870, il passe son temps essentiellement à Londres.

## Œuvres
- Ariel et Caliban, (1840),
- Albert Dürer sur le balcon de sa maison, (1854), 60 x 73 cm, National Gallery of Scotland
- Fer et Charbon, (1855-60), National Trust, Wallington.
- Ailsa Craig, (1860), 45,1 x 60 cm, Centre d'art britannique de Yale
- La lamentation du roi Arthur, (vers 1860)
- Algernon Swinburne, (1850-70),
- La nativité, (1872)